# Nilton Gusmão dos Santos
Nilton Gusmão dos Santos (* in Dili, Osttimor) ist ein osttimoresischer Unternehmer und Sportfunktionär.

## Familie
Nilton ist der Sohn des Politikers Gilman Exposto dos Santos und der Diplomatin Armandina Maria Gusmão dos Santos. Sein Onkel ist Xanana Gusmão, ehemaliger Freiheitskämpfer, Staatspräsident und Premierminister Osttimors.

## Berufsleben
Gusmão dos Santos ist Eigentümer der Esperança Timor Oan (ETO), einem Unternehmen der Erdöl- und Energiebranche. ETO wurde 2000 gegründet, um Treibstoff für das australische Militärkontingent in Osttimor zu liefern. ETO betreibt den Import, Vertrieb und Verkauf von Kraftstoffen in Osttimor und war 2014 der Hauptlieferant der Kraftwerke des Landes. Im Jahr 2006 gründete er die Baufirma Gilman & Serafim für den Immobilienbereich und der Betonindustrie. ETO erzielte 2012 einen Umsatz von rund 80 Mio. US-Dollar. 2017 kaufte ETO zusammen mit Investoren aus Fidschi den Sportmodenhersteller World Rugby Specialists Pty Ltd (WRS).
2015 wurde mit der Liga Futebol Amadora (LFA) der nationale Ligenverband der osttimoresischen Fußballliga gegründet. Gusmão dos Santos wurde zum Präsident der LFA gewählt und mit der Umwandlung der LFA in die Liga Futebol Timor-Leste (LFTL) in seinem Amt bestätigt.